# مركز وادي مقاب
مركز وادي مقاب هو مركزٌ سعوديٌ تابعٌ لمحافظة أبي عريش التابعة لمنطقة جازان، في المملكة العربية السعودية. المركز من الفئة (ب)، ورمزه 2361 حسب دليل الترميز الموحد للمناطق الإدارية بالمملكة العربية السعودية.

## القرى التابعة
يقع مقر مركز وادي مقاب في قرية زبارة رشيد، ويتبع المركز عدداً من القرى.